# Lajos Asztalos
Dans le nom hongrois Asztalos Lajos, le nom de famille précède le prénom, mais cet article utilise l’ordre habituel en français Lajos Asztalos, où le prénom précède le nom.
Lajos Asztalos est un joueur d'échecs hongrois né le 28 juillet 1889 à Pécs et mort le 31 octobre 1956 à Budapest. Champion de Hongrie en 1913, il émigra en Yougoslavie pendant l'entre-deux-guerres où il occupa un poste de professeur de philosophie. Avec l'équipe de Yougoslavie, il participa à quatre olympiades (1926, 1927, 1931 et 1936) et obtint la médaille d'argent par équipe lors de l'olympiade d'échecs officieuse de 1926 à Budapest. En 1942, il retourna en Hongrie et devint journaliste. Il reçut le titre de maître international à la création du titre en 1950. Il était arbitre international du jeu d'échecs et président de la commission de qualification de la Fédération internationale des échecs et président de la fédération hongroise des échecs de 1951 à sa mort en 1956.

## Carrière aux échecs
En 1911, Asztalos finit sixième (avec 4 points sur 9) du troisième championnat de Hongrie remporté par Balla. L'année suivante, il fut deuxième derrière Gyula Breyer du quatrième championnat de Hongrie à Temesvár en 1912. Il remporta le cinquième championnat de Hongrie à Debrecen en 1913 devant Richard Réti. Pour ces performances, il reçut le titre de maître hongrois en 1912. En 1918, il finit cinquième du tournoi de Kassa (Košice) remporté par Réti devant Vidmar, Breyer et Schlechter, puis sixième du tournoi de Trieste en 1923.
Son palmarès dans les années 1920 comprend des troisièmes places à Győr (championnat de Hongrie remporté par Géza Nagy) en 1924, à Bardejov en 1926 (victoire de Hermanis Matisons et Xavier Tartakover), une quatrième place lors de la finale du très fort tournoi de Kecskemet 1927, remporté par Alexandre Alekhine devant Aaron Nimzowitsch, et une cinquième place à Budapest 1925. Au tournoi de Bled 1931 remporté par Alekhine, il finit avant-dernier. Lors du premier championnat de Yougoslavie à Belgrade en 1935, il termina huitième avec la moitié des points (7,5 /15). En 1938, il finit cinquième à Ljubljana 1938 (victoire de Borislav Kostic).
En 1942, Asztalos revint en Hongrie et participa au championnat de Hongrie de 1943 (troisième derrière Barcza et Fuster) et au tournoi de Kolozsvar (quatrième). Il remporta le tournoi de Kecskemet 1944 ,ex æquo avec Fuster. En 1946, il remporta le tournoi de Debrecen et finit troisième au tournoi de Budapest en 1946, cinquième à Szentes et septième sur 18 joueurs au championnat de Hongrie.
Asztalos obtint le tire de maître international en 1950.